# Nyamugoma
Nyamugoma är ett periodiskt vattendrag i Burundi.   Det ligger i provinsen Bubanza, i den nordvästra delen av landet, 29 km norr om huvudstaden Bujumbura.
I omgivningarna runt Nyamugoma växer i huvudsak städsegrön lövskog. Runt Nyamugoma är det tätbefolkat, med 286 invånare per kvadratkilometer.